# 御嶽山御嶽神明社
御嶽山御嶽神明社（おんたけさんおんたけしんめいしゃ）は、岩手県一関市花泉町老松にある神社。

## 概要
創始年代は不明だが、1772年（安永4年）の記録『峠風土記』によると、現在の鎮座地に天照大神を祀る「小宇名神明社」があり、流郷（花泉地域）の総合祈願所として信仰を集めていたという。
明治維新以後一時衰微したが、1906年（明治39年）、佐藤勇蔵（勇嶽霊神）が御嶽山より御分霊を鎮座して再興した。1945年（昭和20年）以後「御嶽山御嶽神明社」と改称した。現在の社殿は1978年（昭和53年）に改築したものである。
境内社として、皇子社、稲荷社、甲子社、祖霊社（先人顕彰社）がある。

## 祭礼
- 1月1日 元旦祭・初詣
- 1月15日 どんと祭
- 2月3日 節分祭・星まつり
- 3月上旬 初午火防祈願祭
- 旧暦3月10日 例祭（春季大祭）
- 5月5日 一升餅の祝い（春季大祭奉祝行事）
- 7月海の日 夏越祭（夏越の大祓）
- 7月下旬（隔年開催） 木曽御嶽山登拝
- 旧暦9月10日 大護摩祈祷火渡祭（秋季大祭）
- 12月冬至の日 冬至祭
- 毎月10日 月次祭
- 年6回甲子の日 甲子祭

## アクセス
- JR東北本線花泉駅よりタクシー10分または徒歩30分。
- 東北自動車道一関インターチェンジ。国道4号、岩手県道203号奥中山停車場線・岩手県道・宮城県道187号大門有壁線・国道342号で約30分。